# Circo romano di Tessalonica
Il circo romano di Tessalonica fu un'antica struttura collegata alla vicina residenza imperiale, presso la quale risiedette Galerio (a partire dal 299 come Cesare o come Augusto dal 308/309 fino ad almeno il 311 quando morì, nel pieno della guerra civile), il quale sembra ne ordinò la costruzione sulla base di un progetto tetrarchico del 299. La struttura potrebbe pertanto essere stata iniziata nel 308/309, ma completata soltanto da Costantino I, attorno al 322.

## Storia
Il circo venne edificato in un periodo compreso tra il 308/309 (quando Galerio fece di Tessalonica la sua residenza imperiale negli ultimi anni) ed il 317/322 quando Licinio dovette cedere a Costantino l'Illirico,, prima che quest'ultimo diventasse l'unico padrone incontrastato del mondo romano. Il circo cominciò così ad essere utilizzato per tutto il IV e V secolo, fino alla sua possibile "chiusura", avvenuta probabilmente attorno al 610 in seguito agli ennesimi disordini interni alla città. Si racconta infatti che l'Imperatore Teodosio, fece trucidare nel circo, tra i 7.000 ed i 15.000 cittadini, in seguito al quale, Teodosio I subì la penitenza impostagli da Ambrogio di Milano.

## Struttura

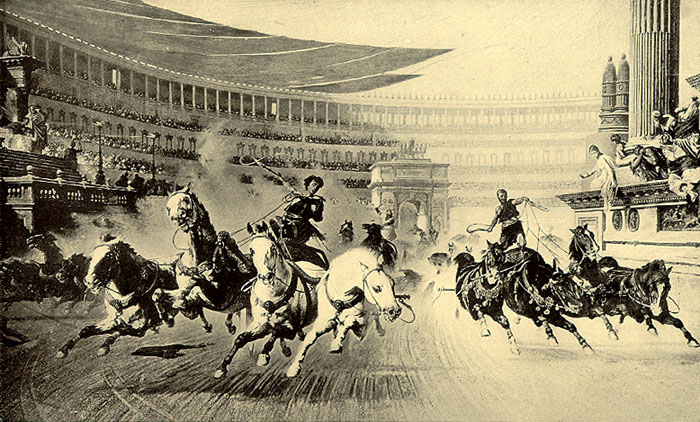
Ricostruzione artistica di un circo dell'antica Roma.

Il Circus era posizionato nell'angolo sud-est della città di Tessalonica (oggi Salonicco), ed ui suoi carceres dovevano essere adiacenti al vicino palazzo imperiale. L'arena misurava 400 metri di lunghezza circa (poiché i carceres non sono stati ancora indagati) e 73-74 metri di larghezza nella parte finale, semicircolare (con una larghezza media delle gradinate della cavea di 12 metri). La capienza complessiva dell'intera struttura fu nell'ordine di alcune decine di migliaia di spettatori, sulla base dell'esperienza di altri circhi dell'epoca.

## Archeologia dell'antico circo
La prima campagna di scavi cominciò nel 1935 (fino al 1939), ad una notevole profondità (fino a 3-4 metri), mentre alcune parti di gradinate del lato occidentale, sono poi state inglobate in moderne abitazioni. Vi era poi un podio, presumiamo imperiale, la cui base fu indagata dal 1962 al 1968, ad una profondità di ben 3 metri. La datazione della maggior parte delle costruzioni secondo le indagini archeologiche risalirebbe agli inizi del IV secolo. Del circo romano di Tessalonica si conservano sufficienti rilievi archeologici, sebbene non tutto il perimetro della costruzione sia stato ancora indagato.